# Ершовка (приток Омутной)
Ершовка — река в России, протекает в основном в Омутнинском районе Кировской области. Исток и первые два километра течения находятся в Ярском районе Удмуртии. Устье реки находится в 45 км по правому берегу реки Омутная. Длина реки составляет 13 км.
Исток реки на Верхнекамской возвышенности в Ярском районе Удмуртии близ границы с Кировской областью в 5 км к юго-западу от посёлка Струговский (Шахровское сельское поселение). Рядом с истоком Ершовки находится исток Вятки, к бассейну которой Ершовка принадлежит. Течёт на северо-запад по ненаселённому лесу, вскоре после истока перетекает в Кировскую область. Впадает в Омутную в 10 км к западу от посёлка Струговский и в 20 км к юго-западу от Омутнинска.

## Данные водного реестра
По данным государственного водного реестра России относится к Камскому бассейновому округу, водохозяйственный участок реки — Вятка от истока до города Киров, без реки Чепца, речной подбассейн реки — Вятка. Речной бассейн реки — Кама.
Код объекта в государственном водном реестре — 10010300212111100029836.